# Калиспел (племе)
Калиспел (на английски: Kalispel) е северноамериканско индианско племе от групата Вътрешни салиши, което обитава басейна на река Панд Орей в североизточен Вашингтон, северно Айдахо, западна Монтана и Британска Колумбия.

## Подразделения
През 18 век са разделени на 2 географски дивизии – горни и долни, всяка със свое име, специфична географска област и политическа структура. Долните калиспел живеят в поречието на река Панд Орей, от езерото Панд Орей в Айдахо почти до устието на Салмън Ривър в Британска Колумбия. Горните калиспел живеят около езерото Пан дорей и в горната част на река Пан дорей, чак до устието на реките Кларкс Форк и Флатхед в западна Монтана. След възприемането на коня те разширяват територията си още на изток до Мишън Вали и езерото Флатхед и на юг в долината Битъруд.
Всяка от дивизиите се състои от по няколко местни или локални групи, които от своя страна се разделят на отделни по-малки групи от свързани семейства. Племето като политическа единица не е разпространено сред племената в по-голямата част от района на река Колумбия. Основно политическо обединение е селото. Терминът група за района на Платото може да се раздели на две отделни понятия. Едното се отнася до групата или едно село, а другото до малката мигрираща сезонно група. Селото и групата са и основното социално обединение в района на Платото. Понятието племе започва да се използва след контакта с белите.

## Култура
Зимните села на калиспел са концентрирани по река Панд Орей. В едно село живее едно или няколко разширени семейства, които сезонно се местят в определени територии богати на дивеч, риба и диви растителни храни. През юни хората събират корени камас, след което започват да ловят риба, да ловуват и да събират диви плодове и растения. В края на юли и август е сезонът за улов на сьомга. В края на август семействата се събират в малки групи и се концентрират върху лова. Когато завали снега семействата или групата се завръщат в своето постоянно зимно село. След като се сдобиват с коне започват да навлизат редовно в северните равнини да ловуват бизони. Основно жилище е конична колиба покрита с папур. Типичната за Платото къща-яма също се използва. През лятото използват за подслон временни колиби от клони. Също така използват и типито. Лагерите им варират на големина от по няколко семейства до около 800 души. Колибите за изпотяване се правят от върбови рамки и се покриват с папур и пръст. Други структури в селото са менструална хижа за жените и танцувална къща. Изработват три вида канута, както дълбани така и от кора. Дрехите им са изработени от заешки и еленови кожи. Основно облекло за мъжете е набедреник, риза, гамаши и мокасини, а за жените рокля, мокасини и гамаши. През зимата и двата пола използват наметала от заешки или ракунови кожи. Дрехите са богато украсени с орнаменти, бодли от бодливо свинче, животински зъби и мидени черупки. Жените носят плетени шапки.
Религиозните им вярвания са центрирани около взаимодействието на човека с духовете – помощници. Всеки човек през юношеството трябва да премине през ритуала за Търсене на видение, за да се сдобие с дух – помощник. Този дух се явява в лицето на някое животно или природна сила по време на ритуала, който се ръководи от някой шаман.
Бракът обикновено е моногамен. Мъртвите са обличани в най-хубавите им дрехи, увивани в кожи и поставяни на дървено скеле. По-късно са погребвани. Вещите и имуществото им са раздавани и името на мъртвия не се споменава никога повече.

## История
Първите бели, които споменават племето са Луис и Кларк през 1805 г. Те записват името им като „Куспеларс (Coospel-lars)“ и пишат, че племето наброява около 1600 души. Дейвид Томпсън е първият търговец, който посещава района. Той построява два търговски поста в долината на Кларкс Форк, а през 1809 г. построява Калиспел Хаус на източния бряг на езерото Панд Орей и Салиш Хаус близо до Томпсън Фолс в Монтана. Малко след търговците пристигат мисионерите. През 1844 г. е построена първата римокатолическа мисия на река Панд Орей в земите на долните калиспел. През 1854 г. е построена и мисията Сейнт Игнасиус в долината на река Флатхед и горните калиспел и по-голямата част от долните калиспел се преместват близо до нея. Католическите мисионери не само покръстват по-голямата част от племето, но и въвеждат земеделието, което измества постепенно традиционното сезонно събиране на храни. На 16 юни 1855 г. горните калиспел, кутенаите и флатхед подписват договор с губернатора на територията Вашингтон Айзък Стивънс. С договора се отнема от племената общо 12 806 000 акра земя и се създава резерватът Флатхед в Мишън Вали в Монтана. През 1887 г. правителството заповядва на долните калиспел да напуснат земите си и да се преместят в резервата Флатхед. По това време долните калиспел са разделени на две основни групи. Едната група отива в резервата, но другата отказва и настоява за свой резерват в собствената им страна. През 1914 г. правителството отстъпва и създава резервата Калиспел (4629 акра) за тях на река Панд Орей. Днес горните калиспел и по-голямата част от долните калиспел живеят в резервата Флатхед. Малцина други живеят в резервата Колвил. Останалите живеят в резервата Калиспел.